# Asu no Yoichi!
Asu no Yoichi! (яп. 明日のよいち! асу но ёити) — манга Ю Минамото, написанная в жанре романтической комедии. Выходила в журнале Gekkan Shonen Champion с 2006 по 2010 год. Всего было выпущено 15 томов. По этому сюжету был также сделан ТВ-аниме сериал, который с января по март 2009 года транслировался на телеканалах TBS, CBC и других. Сериал содержит 12 серий и охватывает события первых четырёх томов манги. Режиссёр аниме — Рион Кудзё (久城 りおん).

## Сюжет
Карасума Ёити родом из древнего самурайского рода, владеющего особым искусством боя на мечах «Укиха камикадзэ» (яп. 浮羽神風, что можно перевести, как «взлетающие перья, божественный ветер»; впрочем, «Укиха» может быть и именем собственным). Он живёт в отдалённой горной деревне с отцом, который и обучает его всему. Однажды отец понимает, что больше уже ничему не может научить своего сына. И он решает отправить Ёити в город, чтобы тот набрался опыта. Тем более, что в городе Асамигава живёт дружественная им семья Икаруга, принадлежащая к той же школе «Укиха камикадзэ». К немалому смущению Ёити, которому до этого практически не приходилось общаться со сверстницами женского пола, все члены этой семьи — молодые девушки…

## Персонажи
Интересно отметить, что фамилии большинства персонажей содержат в себе названия птиц. Например, Карасума (烏丸) — ворона (烏, карасу), Икаруга (斑鳩) — японский дубонос, Цубамэ (燕) — ласточка и т. д.
- Ёити Карасума (яп. 烏丸 与一 Карасума Ёити)

Сэйю — Нобухико Окамото
Главный герой произведения. 17 лет, ученик 2 класса старшей школы (впрочем, в школе он начал учиться лишь по приезде в город). Постоянно носит самурайскую одежду (хакама) и деревянный меч, которым отлично владеет. Его стиль речи также носит отчётливо самурайский оттенок: он говорит «сэсся» (拙者, «я»), «годзару» (ござる, вариант глагола-связки «быть»), к собеседнику обращается «-доно» (殿, «господин», суффикс почтительности, принятый в самурайской среде). До приезда в город жил в деревне, потому практически не имел контактов с внешним миром. Опыт общения с женщинами также отсутствует. По этой причине часто попадает в достаточно неловкие ситуации.
- Ибуки Икаруга (яп. 斑鳩 いぶき Икаруга Ибуки)

Сэйю — Рина Сато
Старшая из сестёр Икаруга и глава дома Икаруга. 17 лет, ученица 2 класса старшей школы. Рост 160 см, группа крови B. Успеваемость отличная. Является представителем класса (иинтё).
Ещё когда она была маленькая, родители уехали обучаться за границу, оставив на Ибуки попечение как о младших её сёстрах, так и об их доме и додзё. Все эти обязанности, которые она несёт на протяжении многих лет, развили в ней сильное чувство ответственности, а также строгости по отношению к сёстрам. По отношению к Ёити это смешивается ещё и с ревностью, когда он в очередной раз оказывается вовлечённым в неловкую ситуацию с другой девушкой, так что это приводит к достаточно агрессивному поведению с её стороны. По природе же она человек не злой. Она также ощущает себя одинокой, хотя окружающим это часто незаметно.
- Аямэ Икаруга (яп. 斑鳩 あやめ Икаруга Аямэ)

Сэйю — Харука Томацу
Вторая из сестёр Икаруга. 16 лет, ученица 1 класса старшей школы, рост 157 см, группа крови B. Неравнодушна к Ёити, хотя и не хочет в этом признаться. Переживает по поводу маленького размера груди. В делах по хозяйству не специалист. Во многих отношениях, например, в учёбе, боевых искусствах и т. п., ощущает себя в тени своей старшей сестры. Разговаривает довольно грубо, хотя по природе человек не злой, и даже несколько наивный.
- Тихая Икаруга (яп. 斑鳩 ちはや Икаруга Тихая)

Сэйю — Юкари Тамура
Третья сестра Икаруга. 15 лет, учится в 3 классе средней школы. Рост 149 см, группа крови B. Хотя она ещё школьница, уже является профессиональной мангакой. Своё умение рисовать она унаследовала от матери. Манга является основным её увлечением, она постоянно думает о темах для новых сюжетов. Носит очки, имеет достаточно своеобразный стиль речи: о себе говорит «боку» (僕), в конце предложений добавляет «дэс» (です), «проглатывая» про этом «дэ». С интересом наблюдает за проблемами Ёити в плане женского пола, а также за переживаниями Аямэ с этой связи, порой выдавая по этому поводу ехидные комментарии.
- Кагомэ Икаруга (яп. 斑鳩 かごめ Икаруга Кагомэ)

Сэйю — Кана Ханадзава
Самая младшая сестра Икаруга. Учится в 4 классе младшей школы. Рост 138 см, группа крови 0. Часто плачет. Скромная и несколько неуклюжая, но при этом любит мастерить и умеет хорошо готовить. В противоположность своей сестре Аямэ переживает по поводу слишком большого для своего возраста размера груди.
- Рё Васидзу (яп. 鷲津 涼 Васидзу Рё:)

Сэйю — Кадзуя Накаи
Ученик второго класса старшей школы, одноклассник Ёити и Ибуки. Имеет репутацию хулигана, однако в отношении с женщинами, особенно с Ибуки, на удивление стеснителен. При первой встрече с Ёити вступил с ним в бой, и проиграл, также проиграл и второй бой, поэтому относится к нему, как к противнику. Он любит Ибуки, но боится ей в этой признаться, и она об этом не знает. Вместо этого, она думает, что он любит Аямэ.
- Цубаса Цубамэ (яп. 燕 つばさ Цубамэ Цубаса)

Сэйю — Юи Макино
17 лет, рост 147 см, группа крови 0. Ученица 2 класса старшей школы, одноклассница Ёити, хотя, как и Ёити, в школу поступила лишь по прибытии в город, а до этого жила вдали от цивилизации. Принадлежит к другой школе боевых искусств, «Цубамэ бэнтэн» (燕弁天), и должна стать главой дома Цубамэ, однако, ей такая жизнь кажется скучной, и ей хочется жить, как обычной девочке. Приехала в город, чтобы сразиться с Ёити, поскольку за это им были обещаны деньги на возрождение их дома, но вместо этого сразу с Ёити подружилась. После этого вместе с Анджелой устроилась подрабатывать в ресторанчик.
- Анджела Такацукаса (яп. 鷹司 アンジェラ Такацукаса Андзэра)

Сэйю — Хитоми Набатамэ
Служит дому Цубамэ. Приехала в город, сопровождая Цубасу. В качестве оружия использует ногти. После того, как Цубаса отказалась драться с Ёити, решила убить его сама, но Ёити смог её переубедить. После этого вместе с Цубасой осталась в городе, подрабатывая в ресторане.